# 土竜の唄
『土竜の唄』（もぐらのうた）は、高橋のぼるによる日本の漫画。『週刊ヤングサンデー』（小学館）2005年38号から休刊号にあたる2008年35号に連載、同誌休刊後は『ビッグコミックスピリッツ』（同）で2008年41号から連載している。また、『月刊!スピリッツ』（小学館）にて日浦匡也を主人公にしたスピンオフ作品『土竜の唄外伝 狂蝶の舞〜パピヨンダンス〜』が2013年10月号から連載されている。2023年5月時点で累計部数は1000万部を突破している。

## あらすじ
警視庁谷袋署の交番勤務で、警察の問題児である主人公の菊川玲二が、広域暴力団数寄矢会（すきやかい）の会長、轟周宝（とどろきしゅうほう）を逮捕するため、モグラ（潜入捜査官）として同会に加入。ヤクザであるがゆえの血生臭い修羅場と、モグラであるがゆえの宿命（味方を敵に回し、敵を守らねばならない）の渦巻く中で、正義感と悪運を武器に玲二が活躍する姿を描く。

## 登場人物

### 主要人物
菊川 玲二（きくかわ れいじ）
本作の主人公。日浦組若頭・数寄矢会護衛部隊隊員（轟周宝ボディーガード）。20歳。警視庁谷袋警察署の百観音前交番に勤務する巡査だったが、表向きには素行不良で懲戒免職にされ、極秘に潜入捜査官（モグラ）となることを命じられる。日浦匡也の兄弟分となり、盃を受けて数寄矢会の構成員となる。警察官になれたこと自体が不思議なほどのバカでスケベだが強靭な精神力と優れた洞察力、並外れた危機回避能力を持ち合わせている。天性の豪運と度胸、そして石頭は誰にも負けず、ケンカも強い。蜂ノ巣会のデマ情報と成り行きから、警視庁の雷警部を（正当防衛で）叩きのめしたために無実の罪を着せられてしまい、殺人未遂（本当は傷害）の罪で全国指名手配中。数々の試練を乗り超えて、数寄矢会で着実に出世して会長の轟周宝に近づく。アウトローの世界に憧れにも似た感情を抱くようになるが、殺しだけは絶対にしない自身のポリシーのため苦労することも多い。
日浦 匡也（ひうら まさや）
元・阿湖義組若頭→日浦組組長。数寄屋会四天王。通称「クレイジーパピヨン」。33歳。菊川玲二の兄弟分。その超人的跳躍力とキックを武器に、作中屈指の強者として活躍。蝶が好き。同業者に対しては残忍なことを嬉々として行い敵味方から恐れられるが、反面、義理人情に篤い昔ながらの任侠精神の持ち主であり、道理に外れたことを嫌う。とくに麻薬だけは絶対御法度。敵対する蜂ノ巣会・迫墓会・金目の襲撃により両足を失うが、クロケンと闇医者・茂呂里寛の助けにより金属製の義足で復活する。蜂ノ巣会若頭の鰐淵と五分の盃を交わして同会との抗争を終結させた。旧・阿湖義組を引き継いで日浦組を立ち上げる。  迦蓮救出と仙骨竜壊滅の恩賞として、数寄屋会四天王にゴボウ抜きの昇進を果たす。

### 数寄矢会

#### 会長
轟 周宝（とどろき しゅうほう）
数寄矢会四代目会長。数寄矢会は構成員8千人が所属する中堅クラスの広域暴力団だが、危険人物が多く、「日本一凶暴なヤクザ」と恐れられている。

#### 四天王
館 晶（だて あきら）
数寄矢会若頭・轟宝会二代目会長。数寄矢会四天王。52歳。スピード出世を果たす日浦に自らの地位を脅かされると恐れを覚え、自らが取り仕切る沖縄でのW盃の儀で日浦の暗殺を計画するも失敗。暗殺の首謀者であることは露見しなかったが、仕切った盃の儀での不始末に対して指を詰めて責任を取ることとなる。
備前 幸一郎（びぜん こういちろう）
数寄矢会最高顧問・備幸会会長。数寄矢会四天王。58歳。
築間 重樹（ちくま しげき）
数寄矢会総本部長・築重一家組長。数寄矢会四天王。60歳。
日浦 匡也（ひうら まさや）
日浦 匡也の欄を参照。

#### 幹部
鰻塚 修平（うなぎづか しゅうへい）
数寄矢会会長補佐・鰻頭組組長。数寄矢会元四天王。50歳。阿湖正義に代わって会長補佐・四天王に就任するも、日浦に四天王の座を取って代わられた。
響生 拓斗（ひびき たくと）
響生組組長。42歳。数寄矢会幹部。
佐伯 道那（さいき どうな）
道那一家総裁。51歳。数寄矢会幹部。
灰葉 貫司（はいば かんじ）
灰心組組長。42歳。数寄矢会幹部。
鶴條 良馬（つるじょう りょうま）
鶴命会会長。43歳。数寄矢会幹部。
胡桃油 百太郎（くるみあぶら ひゃくたろう）
百胡桃会会長。46歳。数寄矢会幹部。
牛梁 丈土（うしばり じょうど）
牛梁連合会会長。55歳。数寄矢会幹部。

#### 日浦組
黒河 剣太（くろかわ けんた）
元蜂ノ巣会血引一家・準構成員→日浦組若頭補佐。全身に豹柄の刺青がある。通称「クロケン」。蜂ノ巣会の関東進出の抗争で日浦と戦い敗れる。その際左目を失う。その後に両足を失った日浦を救った。蜂ノ巣会との抗争で大阪に乗り込み日浦・玲二と行動する。
山田 竜平（やまだ りゅうへい）
元雛豆組組員→日浦組組員。23歳。雛豆組を抜けて強引に玲二の自称舎弟になる。蜂ノ巣会との抗争で大阪に乗り込み日浦・玲二と行動する。お調子者だがいざとなると覚悟を決め、己の危険も厭わずに立ち向かう強さも見せる。また、新人が入って来た時には叱咤、業界用語について詳しく教える等兄貴分の器量も併せ持つ様になる。
腹渡 太陽（はらわた たいよう）
阿湖義組聴聞局長・腹渡組組長。35歳。阿湖義組幹部→日浦組幹部。
火野 匠（ひの たくみ）
阿湖義組罰則局長・火傘組組長。32歳。阿湖義組幹部→日浦組幹部。
亀丘 剛力（かめおか ごうりき）
阿湖義組特別相談役・不屈組組長。58歳。阿湖義組幹部→日浦組幹部。
網浜 光明（あみはま こうめい）
阿湖義組評議局長・無謀組組長代行。29歳。阿湖義組幹部→日浦組幹部。
影山 翔（かげやま かける）
阿湖義組規律局長・蛇影組組長代行。26歳。阿湖義組幹部→日浦組幹部。
宝町 雨彦（たからまち あめひこ）
阿湖義組経営局長・脾肉一家組長代行。45歳。阿湖義組幹部→日浦組幹部。
草刈 極（くさかり きわむ）
阿湖義組儀礼(義理事)局長・無常一家組長。37歳。阿湖義組幹部→日浦組幹部。
三輪 鉄生（みわ てっせい）
阿湖義組対外局長・双燈会会長。30歳。阿湖義組幹部→日浦組幹部。
甲羅 心（こうら しん）
阿湖義組業務部長・陰忍組組長。28歳。阿湖義組幹部→日浦組幹部。
九藤 大五朗（くどう だいごろう）
阿湖義組統括局長・九腸会会長。55歳。阿湖義組幹部→日浦組幹部。
蛇嶋 悟（へびしま さとる）
阿湖義組組員→日浦組組員。29歳。闇カジノ「トラジャガー」を任されていたがその座を玲二に奪われる。
金剛寺 銀次（こんごうじ きんじ）
阿湖義組組員→日浦組組員。
牛麟（ニュウリン）
日浦組上海支部牛虎(ニュウフー)一家組長。
藍虎（ランフー）
仙骨竜首領→日浦組上海支部牛虎一家若頭。

#### その他組員
海老塚 刃（えびづか じん）
数寄矢会・北海道支部・蝲蛄組組長。通称「ザリガニの刃」。25歳。クスリの番人と呼称され、自身も重度のジャンキー。本人は知らないが轟周宝の隠し子。暴虐極まりない人物として登場したが、単純で憎めない性格が強調されコメディリリーフ的存在になった。108万錠のMDMA取引時に意識不明の重体になる。
鎧賀 亜紀（よろいが あき）
轟宝会若頭補佐（轟周宝ボディーガード）。33歳。菊川曰く、「恐竜みたいな奴」。仙骨竜の女殺し屋から轟周宝を守れなかったので第三秘書に降格。
蝉丸（せみまる）
轟周宝ボディーガード。新入りの菊川にライバル心を燃やして洗礼を浴びせた。しかし仙骨竜の女殺し屋に気付かず轟が死にかけるという下手を打ったため護衛部隊隊員補佐に降格され、不本意ながら菊川の部下となった。プロレス技が得意。

#### 阿湖義組
阿湖 正義（あこ まさよし）
数寄矢会・会長補佐・阿湖義組組長。数寄矢会四天王。61歳。一見、鷹揚な人物だが、利用価値の無い者は容赦なく切り捨てる冷血漢。組員による薬物の使用売買を御法度としているが、実際は裏で取引を行っている。かなりの食通。108万錠のMDMA取引のすべての責任を取って警察署に自首して逮捕。
海童 佐次（かいどう さじ）
阿湖正義専属用心棒。44歳。「狂蝶の舞」にも登場し、第1話にてボンボンに雇われた用心棒として日浦の前に立ちはだかり、得物の鎖鎌で挑むも軽くあしらわれ、口内に渾身の一撃を喰らって重傷を負う。阿湖曰く、「口が3倍に腫れ、歯が13本も折れていた」との事。尚、上記の一件で日浦に対し深いトラウマを抱えており、阿湖に日浦を殺すよう命じられた時には酷く怯えていた。

### 警察
若木 純奈（わかぎ じゅんな）
谷袋警察署・交通課。22歳。玲二の同僚。玲二に惚れている。玲二が潜入捜査官（モグラ）である事は薄々感づいており、危険な任務を辞めてほしいとも思う一方で、彼を信じて待ち続けている。抜群のスタイルを持つ。
酒見 路夫（さかみ としお）
谷袋警察署署長。53歳。玲二を潜入捜査官（モグラ）に任命する。
赤桐 かずみ（あかぎり かずみ）
谷袋警察署・資料整理室整理係・潜入捜査官 養成係。玲二に潜入捜査官（モグラ）のイロハを教える。ヘルスが好き。
鴎田 茂（かもめだ しげる）
大紋地警察署・組織犯罪対策課・刑事。52歳。
雷 吾郎（かみなり ごろう）
警視庁・組織犯罪対策課・警部。43歳。剣道の世界チャンピオン。玲二に叩き潰されて以来、彼を目の敵にしている。玲二が潜入捜査官（モグラ）である事は知らない。
桃川 千晶（ももかわ ちあき）
警視庁・組織犯罪対策課・刑事。24歳。玲二が元警察官であることを知っているが、潜入捜査官（モグラ）だとは知らない。
玉露 国雄（ぎょくろ くにお）
北海道警察・札幌方面本部長。108万錠のMDMA取引を陸海空の合同捜査。
三地 元彦（みち もとひこ）
警視庁・東・東京署署長。52歳。ノンキャリだが轟周宝からの情報で数多くの難事件解決で署長に出世。

### 厚生労働省
福澄 独歩（ふくずみ どっぽ）
厚生労働省・関東信越厚生局・麻薬取締部課長。玲二に潜入捜査官（モグラ）の最終試験をする。
田丸 新次 （たまる しんじ）
北海道厚生局・麻薬取締部部長。108万錠のMDMA取引を陸海空の合同捜査。

### 雛豆組
鶴水 源五郎（つるみ げんごろう）
雛豆組組長。56歳。異名「緊縛師の源」。

### 蜂ノ巣会
愛光 修（あいこう おさむ）
関西を拠点とする構成員4万3千人の日本最大の組織の蜂ノ巣会5代目会長。日浦・菊川との賭けゴルフでは卑怯な妨害工作を弄するも敗れ、なおかつその目的は二人の人間性を測るためだったと言い張る。他人のへそを見ると気持ちが落ち着くという変わった習性がある。
鰐淵 拓馬（わにぶち たくま）
蜂ノ巣会若頭・無厳会四代目会長。46歳。
井戸蛙 孝（いどがえる たかし）
蜂ノ巣会舎弟頭・三代目八ツ輪組組長。53歳。大きなシノギを報告しなかったので失脚。
佐由 よしあき（さゆう よしあき）
蜂ノ巣会若頭補佐・二代目又度組組長。60歳。
重泉 周伍（じゅうせん しゅうご）
蜂ノ巣会若頭補佐・三代目火電会会長。44歳。
花尻 百合夫（はなじり ゆりお）
蜂ノ巣会特別最高顧問・初代花尻組組長。72歳。
武斬 誠司（ぶざん せいじ）
蜂ノ巣会舎弟頭補佐・三代目互一組組長。52歳。井戸蛙に代わって舎弟頭に昇格。
道元 雪栄（どうげん せつえい）
蜂ノ巣会舎弟頭補佐・二代目実咲組組長。39歳。
椿口 亘（つばきぐち わたる）
蜂ノ巣会総本部長・四代目鮫森組組長。57歳。
苺原 泰山（いちごはら たいざん）
蜂ノ巣会・血引一家総長。猫沢に関東進出を命ずる。
猫沢 一誠（ねこざわ いっせい）
蜂ノ巣会・血引一家若頭補佐。28歳。ダイヤモンドの差し歯をしている。口癖は「ニャニャニャンニャン」。背が低いのがコンプレックス。
金目（きんめ）
蜂ノ巣会・迫墓会の暗殺集団。二度にわたり日浦らを襲撃した。一度目は日浦の両足を奪ったが、二度目の襲撃では返り討ちに遭い、気絶させられたところを駆け付けた警察官に逮捕された。
スフィンクスのポー
蜂ノ巣会トライク軍団・チーム・キラービー。

### 鹿馬鼠組
雪園 美冬（ゆきぞの みふゆ）
鹿馬鼠組組長代行。阿湖義組と鹿馬鼠組の定例コンペで1万錠のMDMAを取引する。
新開 伊佐夫（しんかい いさお）
鹿馬鼠組若頭。元プロレスラー。
綿貫 亘（わたぬき わたる）
鹿馬鼠組若頭補佐。阿湖義組・鹿馬鼠組の親善ゴルフコンペの表彰式の司会をする。

### ロシアンマフィア
サルマン・ヌレイエフ
「シベリアンスコーピオ」のボス。元KGB日本担当。北海道で108万錠のMDMAを取引する。

### チャイニーズマフィア
胡蜂（フーフォン）
仙骨竜の女殺し屋。偽名でホステスになって轟周宝の命を狙う。武術の達人で菊川玲二を追いつめる。
ダニー
仙骨竜。轟迦蓮の二十歳の誕生日に誘拐に襲う。

### 鼯鼠一家
桜罵 百冶（さくらば ももじ）
鼯鼠一家組長。元数寄矢会幹部。43歳。通称「モモンガ百冶」。数寄矢会を破門。はぐれやくざになったが破門状を飾って堂々と一家を構えている。轟周宝を恨んでいる。彼の拳は非常に大きく、菊川や蝉丸を一発KOしたり日浦の金属製の義足を自身も負傷したとはいえ破壊するなど戦闘能力は高い。仙骨竜と結託して人身売買をシノギにしている。上海で菊川との激闘の後に敗れ、胡蜂とともに行方をくらました。

### その他
月原 旬 (つきはら しゅん)
元・阿湖義組若頭補佐→ロシアンマフィア→潜入捜査官(非公式)。27歳。阿湖と共謀して日浦やそのほかの組員には内緒でMDMA仕入のシノギを行っており、後、密輸ルートを探ろうとする菊川と、その思惑を知らず相棒契約を結ぶ。現実主義者で任侠道は既に古いと考えている。108万錠のMDMA取引時に海に転落し摘発を逃れるも片手を失う。その後ロシアン・マフィアの一員として身を置きながら、菊川に復讐すべく行動を開始する。沖縄の盃事終了後に再登場し、菊川に轟周宝逮捕のためのギロチーナ・ファミリーとの取引の話を持ちかける。菊川より先にシチリア入りし、様々な難題を菊川に解決させ、何とか数寄矢会とギロチーナ・ファミリーとの取引にまで漕ぎつける事に成功、その様子を小型カメラを仕込んだ義手で映像・画像に収める。証拠画像を菊川に見せる名目でシチリア・マフィア御用達の硫酸バスタブのある小屋に招き、復讐を果たすために菊川に襲いかかる。初めは特製義手に付け替え、新たに習得した格闘技「コマンドサンボ」で菊川を翻弄、トドメを刺す一歩手前まで追い詰める。しかし菊川の機転により徐々に押され始め、最後の局面では必殺技の連発を喰らい、敗北する。しかしそれでも自分の負けを認められず、悪あがきとして義手榴弾で菊川を殺そうとするが、先程の戦いのダメージで体が思うように動かず、誤って義手榴弾を硫酸バスタブの中に落としてしまい、ピンチに陥るが、菊川に庇われる形で命を救われる。そこから菊川の人間性と覚悟を目の当たりにして、菊川への復讐を断念、再び相棒契約を結び、本当の意味で菊川の仲間となる。
立花 杏（たちばな あんず）
鼈時・若女将。27歳。日浦の愛人。
立花 紅葉（たちばな もみじ）
短大生。20歳。立花杏の妹。
ころろ
キャバクラ「トゥルーラブ」・キャバクラ嬢。本名・平井信子。
五島 元雄（ごとう もとお）
五次元建設・代表取締役。54歳。轟周宝とゴルフ。
猿滑 一男（さるすべり かずお）
きなこM&A銀行・頭取。60歳。轟周宝とゴルフ。
権俵 忍（ごんだわら しのぶ）
腐敗党・政調会長。63歳。轟周宝とゴルフ。
武上 陽一（たけがみ よういち）
海上保安庁第一管区・北海道海上保安部・次長。108万錠のMDMA取引を陸海空の合同捜査。
古川 秀道（ふるかわ ひでみち）
北海道税関・鷹嶋支署・副署長。108万錠のMDMA取引を陸海空の合同捜査。
茂呂里 寛（もろり カン）
闇医者。日浦を治療して義足を付けた。マタギでもある。
轟 毬子（とどろき マリコ）
数寄矢会四代目会長・轟周宝の妻。
轟 迦蓮（とどろき かれん）
轟周宝の娘。19歳。
過去の辛い経験から菊川に抱いてと言うが断られる。しかし、その後色々な場面で菊川に助けてもらい菊川を好きになってしまう。
孫（スン）
上海のタクシー運転手。日浦・玲二と行動。
轟 烈雄（とどろき れお）
轟周宝の息子。アメリカ帰りで次期五代目数奇矢会会長。

## 書誌情報
- 高橋のぼる 『土竜の唄』 小学館〈ヤングサンデーコミックス〉、既刊91巻（2025年5月30日現在）
  1. 2006年1月5日発売[2]、ISBN 4-09-151026-4
  2. 2006年2月3日発売[3]、ISBN 4-09-151044-2
  3. 2006年5月2日発売[4]、ISBN 4-09-151077-9
  4. 2006年8月4日発売[5]、ISBN 4-09-151105-8
  5. 2006年11月2日発売[6]、ISBN 4-09-151136-8
  6. 2007年2月5日発売[7]、ISBN 978-4-09-151160-7
  7. 2007年5月2日発売[8]、ISBN 978-4-09-151199-7
  8. 2007年7月5日発売[9]、ISBN 978-4-09-151212-3
  9. 2007年9月5日発売[10]、ISBN 978-4-09-151232-1
  10. 2007年11月5日発売[11]、ISBN 978-4-09-151245-1
  11. 2008年2月5日発売[12]、ISBN 978-4-09-151278-9
  12. 2008年5月2日発売[13]、ISBN 978-4-09-151328-1
  13. 2008年7月4日発売[14]、ISBN 978-4-09-151359-5
  14. 2008年9月3日発売[15]、ISBN 978-4-09-151378-6
  15. 2008年12月26日発売[16]、ISBN 978-4-09-151406-6
  16. 2009年3月30日発売[17]、ISBN 978-4-09-151414-1
  17. 2009年5月29日発売[18]、ISBN 978-4-09-151428-8
  18. 2009年8月28日発売[19]、ISBN 978-4-09-151472-1
  19. 2009年10月30日発売[20]、ISBN 978-4-09-151476-9
  20. 2009年12月26日発売[21]、ISBN 978-4-09-151478-3
  21. 2010年2月27日発売[22]、ISBN 978-4-09-151490-5
  22. 2010年5月28日発売[23]、ISBN 978-4-09-151494-3
  23. 2010年8月30日発売[24]、ISBN 978-4-09-151497-4
  24. 2010年11月30日発売[25]、ISBN 978-4-09-151500-1
  25. 2011年1月28日発売[26]、ISBN 978-4-09-151509-4
  26. 2011年4月28日発売[27]、ISBN 978-4-09-151524-7
  27. 2011年7月29日発売[28]、ISBN 978-4-09-151527-8
  28. 2011年9月30日発売[29]、ISBN 978-4-09-151528-5
  29. 2011年12月27日発売[30]、ISBN 978-4-09-151530-8
  30. 2012年3月30日発売[31]、ISBN 978-4-09-151535-3
  31. 2012年6月29日発売[32]、ISBN 978-4-09-151538-4
  32. 2012年9月28日発売[33]、ISBN 978-4-09-151539-1
  33. 2012年12月27日発売[34]、ISBN 978-4-09-151544-5
  34. 2013年2月28日発売[35]、ISBN 978-4-09-151545-2
  35. 2013年4月30日発売[36]、ISBN 978-4-09-151546-9
  36. 2013年6月29日発売[37]、ISBN 978-4-09-151547-6
  37. 2013年9月30日発売[38]、ISBN 978-4-09-151550-6
  38. 2013年12月27日発売[39]、ISBN 978-4-09-151554-4
  39. 2014年1月30日発売[40]、ISBN 978-4-09-151557-5
  40. 2014年4月30日発売[41]、ISBN 978-4-09-151558-2
  41. 2014年6月30日発売[42]、ISBN 978-4-09-151559-9
  42. 2014年9月30日発売[43]、ISBN 978-4-09-151560-5
  43. 2014年12月26日発売[44]、ISBN 978-4-09-151565-0
  44. 2015年2月27日発売[45]、ISBN 978-4-09-151567-4
  45. 2015年5月29日発売[46]、ISBN 978-4-09-151568-1
  46. 2015年8月28日発売[47]、ISBN 978-4-09-151570-4
  47. 2015年12月28日発売[48]、ISBN 978-4-09-151572-8
  48. 2016年2月29日発売[49]、ISBN 978-4-09-151573-5
  49. 2016年6月30日発売[50]、ISBN 978-4-09-151574-2
  50. 2016年7月29日発売[51]、ISBN 978-4-09-151575-9
  51. 2016年11月30日発売[52]、ISBN 978-4-09-151576-6
  52. 2016年12月12日発売[53]、ISBN 978-4-09-151577-3
  53. 2017年3月30日発売[54]、ISBN 978-4-09-151578-0
  54. 2017年6月30日発売[55]、ISBN 978-4-09-151580-3
  55. 2017年10月7日発売[56]、ISBN 978-4-09-151584-1
  56. 2017年12月27日発売[57]、ISBN 978-4-09-151585-8
  57. 2018年2月23日発売[58]、ISBN 978-4-09-151586-5
  58. 2018年5月30日発売[59]、ISBN 978-4-09-151587-2
  59. 2018年7月30日発売[60]、ISBN 978-4-09-151588-9
  60. 2018年11月30日発売[61]、ISBN 978-4-09-151589-6
  61. 2019年2月28日発売[62]、ISBN 978-4-09-151590-2
  62. 2019年5月30日発売[63]、ISBN 978-4-09-151593-3
  63. 2019年7月30日発売[64]、ISBN 978-4-09-151594-0
  64. 2019年9月30日発売[65]、ISBN 978-4-09-151595-7
  65. 2019年11月29日発売[66]、ISBN 978-4-09-151596-4
  66. 2020年1月30日発売[67]、ISBN 978-4-09-151597-1
  67. 2020年5月29日発売[68]、ISBN 978-4-09-151598-8
  68. 2020年9月30日発売[69]、ISBN 978-4-09-151599-5
  69. 2020年11月30日発売[70]、ISBN 978-4-09-151600-8
  70. 2021年2月26日発売[71]、ISBN 978-4-09-151607-7
  71. 2021年5月28日発売[72]、ISBN 978-4-09-151608-4
  72. 2021年8月30日発売[73]、ISBN 978-4-09-151609-1
  73. 2021年11月12日発売[74]、ISBN 978-4-09-151610-7
  74. 2021年11月12日発売[75]、ISBN 978-4-09-151612-1
  75. 2022年2月28日発売[76]、ISBN 978-4-09-151613-8
  76. 2022年5月30日発売[77]、ISBN 978-4-09-151614-5
  77. 2022年8月30日発売[78]、ISBN 978-4-09-151615-2
  78. 2022年11月30日発売[79]、ISBN 978-4-09-151616-9
  79. 2023年2月28日発売[80]、ISBN 978-4-09-151617-6
  80. 2023年5月30日発売[1]、ISBN 978-4-09-151618-3
  81. 2023年8月30日発売[81]、ISBN 978-4-09-151619-0
  82. 2023年11月30日発売[82]、ISBN 978-4-09-151620-6
  83. 2024年2月29日発売[83]、ISBN 978-4-09-151627-5
  84. 2024年5月30日発売[84]、ISBN 978-4-09-151628-2
  85. 2024年8月30日発売[85]、ISBN 978-4-09-153001-1
  86. 2024年10月30日発売[86]、ISBN 978-4-09-153002-8
  87. 2024年11月28日発売[87]、ISBN 978-4-09-153003-5
  88. 2024年12月26日発売[88]、ISBN 978-4-09-153004-2
  89. 2025年1月30日発売[89]、ISBN 978-4-09-153005-9
  90. 2025年2月28日発売[90]、ISBN 978-4-09-153006-6
  91. 2025年5月30日発売[91]、ISBN 978-4-09-153007-3
- 高橋のぼる 『土竜の唄外伝 狂蝶の舞〜パピヨンダンス〜』 小学館〈ビッグコミックス〉、既刊9巻（2017年6月30日現在）
  1. 2014年1月30日発売[92]、ISBN 978-4-09-185849-8
  2. 2014年6月30日発売[93]、ISBN 978-4-09-186229-7
  3. 2014年12月26日発売[94]、ISBN 978-4-09-186669-1
  4. 2015年5月29日発売[95]、ISBN 978-4-09-187024-7
  5. 2015年12月28日発売[96]、ISBN 978-4-09-187340-8
  6. 2016年6月30日発売[97]、ISBN 978-4-09-187644-7
  7. 2016年11月30日発売[98]、ISBN 978-4-09-189287-4
  8. 2017年3月30日発売[99]、ISBN 978-4-09-189476-2
  9. 2017年6月30日発売[100]、ISBN 978-4-09-189530-1

## 実写映画

### 土竜の唄 潜入捜査官REIJI
『土竜の唄 潜入捜査官REIJI』（もぐらのうた せんにゅうそうさかんレイジ）のタイトルにより、2014年2月15日に東宝系にて全国公開された。監督は三池崇史、脚本は宮藤官九郎。主演は生田斗真。2013年1月下旬より撮影をスタートし、3月11日にクランクアップ、2013年秋に完成の見込みで制作された。
お台場シネマメディアージュ、TOHOシネマズ六本木ヒルズ、渋谷シネクイント他全国293スクリーンで公開され、2014年2月15日および16日の初日2日間で興収2億8,220万7,700円、動員20万9,935人となり、興行通信社の調査による「映画観客動員ランキング」で初登場第1位を記録。また、ぴあの調査による「初日満足度ランキング」では第4位となっている。公開2週目でも土日2日間の成績は動員17万7,155人、興収2億3,577万1,300円をあげ、前週動員比84%と好推移で累計動員62万人、興収8億円を突破し、2週連続第1位となった。公開6週目時点でランキングは10位、累計動員158万4,165人、累計興収19億9,365万3,200円。2014年上半期の邦画興行収入では第7位の21億9000万円を記録した。

#### キャスト（第1作）
主要人物
菊川玲二
演 - 生田斗真
潜入捜査官、通称「モグラ」。
若木純奈
演 - 仲里依紗
玲二が惚れている婦人警官。

阿湖義組
日浦匡也
演 - 堤真一
阿湖義組若頭。通称「クレイジー・パピヨン」。
月原旬
演 - 山田孝之
阿湖義組若頭補佐。

蜂乃巣会
猫沢一誠
演 - 岡村隆史
血引一家若頭補佐。
黒河剣太
演 - 上地雄輔
全身ヒョウ柄の刺青を入れたヒットマン。通称「クロケン」。
愛光修
演 ‐ 矢島健一
蜂乃巣会会長。

数奇矢会幹部
轟周宝
演 - 岩城滉一
数奇矢会会長。
阿湖正義
演 - 大杉漣
数奇矢会・阿湖義組組長。
館晶
演 - 斉木しげる
数寄矢会若頭・轟宝会二代目会長。
備前幸一郎
演 - 渡辺哲
数寄矢会最高顧問・備幸会会長。
築間重樹
演 - 伊吹吾朗
数寄矢会総本部長・築重一家組長。

警察関係者
酒見路夫
演 - 吹越満
谷袋署署長。
赤桐一美
演 - 遠藤憲一
潜入捜査官養成係。
明美
演 - 彩也子
婦人警官。
福澄独歩
演 - 皆川猿時
麻薬取締官。

闇カジノ「虎ジャガー」
蛇嶋悟
演 - 的場浩司
女ディーラー
演 - 佐藤寛子
トラガール
演 - 南明奈

その他
かずみちゃん
演 - 尾崎ナナ
「モッコリーナ」の風俗嬢
吉岡
演 ‐ 小宮孝泰
スーパー「よしおか」経営の市会議員
茂呂里寛
演 ‐ 有薗芳記
闇医者。
佐久野昭夫
演 ‐ 寺島進
日浦をヤクザの世界に引き入れた男。
佐久野弥兵
演 ‐ 織本順吉
佐久野の父。
佐久野シズ江
演 ‐ 佐々木すみ江
佐久野の母。

#### スタッフ（第1作)
- 原作：高橋のぼる
- 監督：三池崇史
- 脚本：宮藤官九郎
- 音楽：遠藤浩二
- 主題歌：関ジャニ∞「キング オブ 男!」（インペリアルレコード）[107]
- 製作：石原隆、都築伸一郎、藤島ジュリーK.、市川南、奥野敏聡
- プロデューサー：上原寿一、坂美佐子、前田茂司
- 撮影：北信康（J.S.C.）
- 照明：渡部嘉
- 美術：林田裕至
- 録音：中村淳
- 編集：山下健治
- 装飾：坂本朗
- 音響効果：柴崎憲治
- CGI：太田垣香織
- スタイリスト：前田勇弥
- スタントコーディネーター：辻井啓伺、出口正義
- ラインプロデューサー：今井朝幸、善田真也
- プロデューサー補：梶本圭
- キャスティングプロデューサー：伊東雅子
- 企画協力：柳沢智夫
- 助監督：渡辺武
- 制作担当：堀岡健太
- 制作プロダクション：OLM（TEAM MIYAGAWA）
- 制作協力：楽映舎
- 製作：フジテレビジョン、小学館、ジェイ・ストーム、東宝、オー・エル・エム
- 配給：東宝

#### テレビ放送
| 回数 | テレビ局   | 番組名（放送枠名） | 放送日         | 放送時間      | 放送分数 | 視聴率 | 備考 |
| ---- | ---------- | ------------------ | -------------- | ------------- | -------- | ------ | --- |
| １   | フジテレビ | 金曜プレミアム     | 2016年1月8日   | 21:00 - 23:42 | 162分    | 7.4%   | 放送内で続編の製作が発表された。 |
| ２   | フジテレビ | 金曜プレミアム     | 2016年12月23日 | 21:30 - 23:50 | 140分    | 6.7%   | 後述の『土竜の唄 香港狂騒曲』の公開を記念しての放送。。                                                                                    |
| ３   | フジテレビ | 土曜ワイド         | 2021年11月13日 | 13:30 - 16:00 | 150分    | 4.2%   | 後述の『土竜の唄 FINAL』の公開を記念しての放送。 関東ローカル。また北海道文化放送でも同日15:05 - 17:30の「土曜バラエティ」枠で時差ネット。 |

- 視聴率はビデオリサーチ調べ、関東地区・世帯・リアルタイム。

### 土竜の唄 香港狂騒曲
『土竜の唄 香港狂騒曲』（もぐらのうた ほんこんきょうそうきょく）は、2016年12月23日公開の日本の映画。『土竜の唄 潜入捜査官REIJI』の続編にあたり、前作に引き続き、監督は三池崇史、脚本は宮藤官九郎、主演は生田斗真。第1回マカオ国際映画祭・特別招待作品。
本作は原作の「チャイニーズマフィア編」を映画化した作品。

#### キャスト（第2作）
主要人物
菊川玲二
演 - 生田斗真
潜入捜査官、通称「モグラ」。
若木純奈
演 - 仲里依紗
玲二が惚れている婦人警官。

阿湖義組
日浦匡也
演 - 堤真一
阿湖義組若頭。通称「クレイジー・パピヨン」。

警察関係者
兜真矢
演 - 瑛太
警視庁組織犯罪対策部の新任課長。
酒見路夫
演 - 吹越満
谷袋署署長。
赤桐一美
演 - 遠藤憲一
潜入捜査官養成係。
福澄独歩
演 - 皆川猿時
麻薬取締官。

数奇矢会幹部
轟周宝
演 - 岩城滉一
数奇矢会会長。
迦蓮
演 - 本田翼
轟の娘。
桜罵百治
演 - 古田新太
轟に破門されたヤクザ。

蜂乃巣会
黒河剣太
演 - 上地雄輔
全身ヒョウ柄の刺青を入れたヒットマン。通称「クロケン」。

チャイニーズマフィア
胡蜂（フーフォン）
演 - 菜々緒 
仙骨竜のヒットマン。
その他
チーリン
演 - 久松郁実
人身売買される中国人女性。

#### スタッフ（第2作）
- 原作：高橋のぼる
- 監督：三池崇史
- 脚本：宮藤官九郎
- 音楽：遠藤浩二
- 撮影：北信康（J.S.C.）
- 照明：渡部嘉
- 美術：林田裕至
- 録音：小林圭一
- 整音：中村淳
- 音響効果：勝俣まさとし
- 編集：山下健治
- 装飾：坂本朗
- VFXスーパーバイザー：太田垣香織、藤原源人
- スタントコーディネーター：辻井啓伺、出口正義
- キャラクタースーパーバイザー：前田勇弥
- 助監督 - 倉橋龍介
- プロデューサー：上原寿一、坂美佐子、前田茂司
- 製作：小川晋一、久保雅一、藤島ジュリーK.、市川南、奥野敏聡
- 主題歌：関ジャニ∞「NOROSHI」（INFINITY RECORDS）[116]
- 制作プロダクション：OLM（TEAM MIYAGAWA）
  - 制作協力：楽映舎
- 製作：フジテレビジョン、小学館、ジェイ・ストーム、東宝、OLM
- 配給：東宝

#### テレビ放送
| 回 | テレビ局   | 番組名（放送枠名） | 放送日         | 放送時間          | 放送分 | 視聴率 | 備考                                                                   | 出典    |
| -- | ---------- | ------------------ | -------------- | ----------------- | ------ | ------ | ---------------------------------------------------------------------- | ------- |
| 1  | フジテレビ | 土曜プレミアム     | 2021年11月13日 | 土曜21:00 - 23:25 | 145分  | 6.2％  | 地上波初放送 『土竜の唄 FINAL』公開記念 ゲスト：生田斗真（菊川玲二役） | [ 117 ] |

### 土竜の唄 FINAL
『土竜の唄 FINAL』（もぐらのうた ファイナル）は、2021年11月19日公開の日本映画。前作に引き続き、監督は三池崇史、脚本は宮藤官九郎、主演は生田斗真。映画版「土竜の唄」の完結編となる。

#### キャスト（FINAL）
主要人物
菊川玲二
演 - 生田斗真
潜入捜査官。通称「モグラ」
若木純奈
演 - 仲里依紗
谷袋警察署交通課の婦警。玲二の恋人。

日浦組
日浦匡也
演 - 堤真一
日浦組、組長。通称「クレイジーパピヨン」。玲二とは義兄弟の契りを交わしている。

数寄矢会
轟周宝
演 - 岩城滉一
数寄矢会四代目会長。玲二の最終ターゲット。
轟烈雄（とどろき れお）
演 - 鈴木亮平（幼少期：加藤憲史郎）
轟周宝の息子。幼少期より次期会長候補として悪の帝王学を叩き込まれた。

蜂乃巣会
猫沢一誠
演 - 岡村隆史
蜂乃巣会下部組織の血引一家の元若頭補佐。禿頭とダイヤモンド製の差し歯がトレードマーク。

警察関係者
酒見路夫
演 - 吹越満
谷袋警察署署長。玲二に潜入捜査官の任を命じた。
赤桐一美
演 - 遠藤憲一
谷袋警察署資料整理室整理係所属の警察官。潜入捜査官養成係としての裏の顔を持つ。
福澄独歩
演 - 皆川猿時
厚生労働省関東信越厚生局の麻薬取締部課長。
沙門夕磨（さもん ゆま）
演 - 滝沢カレン
警視庁組織犯罪対策部長。酒見路夫の娘。

チャイニーズマフィア
胡蜂（フーフォン）
演 - 菜々緒
仙骨竜のヒットマン。

#### スタッフ（FINAL）
- 原作：高橋のぼる
- 監督：三池崇史
- 脚本：宮藤官九郎
- 音楽：遠藤浩二
- 主題歌：関ジャニ∞「稲妻ブルース」（INFINITY RECORDS）[122]
- 製作：フジテレビジョン
- 制作プロダクション：OLM
- 制作協力：楽映舎
- 配給：東宝